# State Opera of South Australia
Le State Opera of South Australia est la compagnie lyrique du gouvernement fédéral de l’Australie-Méridionale, fondée en 1976, selon la loi fédérée dite The State Opera Act de 1976.